# Opilionini
Tribu
Les Opilionini sont une tribu d'opilions eupnois de la famille des Phalangiidae.

## Distribution
Les espèces de cette tribu se rencontrent en écozone paléarctique.

## Liste des genres
Selon World Catalogue of Opiliones (29/03/2023) :
- Bidentolophus Roewer, 1912
- Egaenus Koch, 1839
- Gricenkovia Snegovaya, 2018
- Himalphalangium Martens, 1973
- Homolophus Banks, 1893
- Mizozatus Nakatsuji, 1937
- Opilio Herbst, 1798
- Pamiropilio Snegovaya & Staręga, 2008

## Systématique et taxinomie
Cette tribu a été décrite par C. L. Koch en 1839.

## Publication originale
- C. L. Koch, 1839 : Übersicht des Arachnidensystems. Nürnberg, Heft 2, p. 1-38 (texte intégral).